# Artviže
Artviže so naselje v Občini Hrpelje - Kozina z najvišjim vrhom v Brkinih (817 mnv), na katerem stoji cerkev Svetega Socerba.